# 安島嘉蔵
安島 嘉蔵（あじま かぞう、天保7年5月13日（1836年6月26日） - 没年不詳）は日本の政治家。家系は安島氏。茨城県多賀郡関本村議会議員を経て、関本村長。長男は安島亀太郎。
茨城県多賀郡関本村大字山小屋に生まれ、25歳で父と妻を亡くすが、農業に精励し、実子4人、12人の養子を扶養する。
性格は温厚篤実で公共心に富み、関本村議会議員並びに檀家総代に選出され、村議会議員数期務めた後、明治15年（1882年）4月、村長となる。しかし、67歳という当時としては高齢もあり一月で退職するという。租税は二百余円を納めるという。